# ميتسوهيرو ميساكي
ميتسوهيرو ميساكي (باليابانية: 見崎 充洋) (6 مايو 1970 في يايزو في اليابان – )؛ هو لاعب كرة قدم ياباني سابق كان يلعب كلاعب وسط.

## وصلات خارجية
- ميتسوهيرو ميساكي على موقع رابطة كرة القدم اليابانية للمحترفين (اليابانية)
- ميتسوهيرو ميساكي على موقع عالم كرة القدم.نت (الإنجليزية)